# 颱風婷婷
颱風婷婷（英語：Typhoon Tingting，國際編號：0408，聯合颱風警報中心：11W）為2004年太平洋颱風季第八個被命名的風暴。「婷婷」一名由香港提供，指香港常見少女名稱。
負責管理由香港提供之颱風名稱的香港天文台在颱風委員會第38屆會議上以沒有地方代表性為由，要求將「婷婷」退役並獲接納。名稱位置則由有地方代表性的獅子山替代，成為繼翰文、庫都、欣欣之後，第四個「技術性調整下除名」的颱風名稱。

## 發展過程
一個熱帶低氣壓在6月25日於關島東南偏東約830公里處形成，並向西北方向移動。婷婷於6月29日橫越馬里安納群島，期間增強為颱風。婷婷於硫磺島及小笠原群島以東附近掠過後，在7月1日開始轉向東北移動，翌日清晨減弱為一個強烈熱帶風暴，7月4日在太平洋上變成一個溫帶氣旋。

## 影響

### 關島
婷婷為關島帶來豪雨，令多處地方出現水浸和山泥傾瀉，關島機場一度關閉。受婷婷的影響，馬利安納群島有四人死亡。

## 外部連結
- . 國立情報學研究所. （英文）